# Уманська загальноосвітня школа №6
Уманська загальноосвітня школа І-ІІ ступенів № 6 Уманської міської ради Черкаської області є найстарішим навчальним закладом нашого міста.   В дореволюційний час це було духовне училище.

Три періоди в історії найстарішої в Умані школи — дореволюційний,радянський і незалежної України відбивають її складну, непересічну, інколи і трагічну, долю. Але благородна і с подвижницька місія школи і її працівників дала путівку в життя тисячам випускників: освічених, культурних. Шана та історична пам'ять шкільним подіям дають ту невичерпну енергію продовжувати літопис школи, впевнено дивлячись у майбутнє.

## Історія

#### І період.Від заснування до 1918 року
Уманське духовне училище
 На відібраних від Речі Посполитої і приєднаних до Росії українських землях уряд створив мережу духовних навчальних закладів, однією з ланок якої були духовні училища.
 В Київській єпархії було створено п'ять духовних училищ — Києво–Софіївське, Києво–Подольске, Уманське, Богуславське і Черкаське. Правління ухвалило рішення про причислення до Уманського училища священно — і церковнослужительських дітей трьох повітів: Уманського, Звенигородського та Липовецького.
Створена в 1808 році комісія духовних училищ виробила проект перетворення духовно–навчальних закладів у різну систему шкіл з різним освітнім курсом. Комісія звертала особливу увагу «на усиление необходимых по тогдашнему времени способов к первоначальному образованию детей духовного класса» («Статистический обзор духовно-учебных заведений». Церковные ведом., 1895г., № 15). Це свідчить про становий характер духовної освіти, права на явку не мали (крім винятків) діти інших верств населення.
Уманське духовне училище було засноване у 1818 році, офіційно відкрите 4 листопада 1823 року. Вірніше були відкриті два училища — повітове і парафіяльне,але було нижчим відділенням першого та й розміщувались вони в одному приміщенні. Детальних відомостей про перші роки функціонування училища не виявлено, та все ж відомо,що в 1829 році в ньому навчалося 187 учнів. Штат училища складали смотритель (директор) і 6 учителів, а на утримання училища було виділено 2780 рублів. Будинок Уманського духовного училища з самого початку, як і пізніше, знаходився на Звенигородському передмісті, навпроти Свято-Михайлівської, ще тоді парафіяльної церкви. Він являв собою простий, майже квадратний чотирикутник за дерев'яною огорожею. Дерев'яний, одноповерховий, схожий на казарму будинок лицьовим боком був повернутий у двір. Всередині по всій довжині приміщення тягнувся довгий коридор, в який виходили двері класних кімнат, зали та карцера. Класних кімнат було чотири: перших два класи називались парафіяльним, а 3-й і 4-й класи повітовим. Посеред училищного подвір'я стояв ще один дерев'яний будинок на 4 окремі великі кімнати, котрі виділялись під квартири учителям. В кожному класі були так звані «авдиторії», які до приходу учителя перевіряли підготовку учнів до уроку і на спеціальних листах, що називались «ератками», латинськими літерами робили помітки: «знає», «не знає», «не все», «не добре». Потім ці листки складалися на учительському столі і,зайшовши до класу, учитель спершу переглядав їх. Усіх учнів котрі не вивчили урок, викликали до порогу і один з великорослих учнів лозиною внушав любов до наук. Потім учитель перевіряв урок в інших учнів, пізніше пояснював новий матеріал, а на закінчення вказував у книжці « отсюда до сюда на завтра». Так традиційно збігав урок, а опановувати книжні премудрості учні мали самі позаурочний час. Не місцеві учні, або ті, що не мали родичів чи знайомих в Умані, розміщувались по квартирах по 6-10 осіб. Звісно, що квартири наймалися якнайдешевші та й харчування часто було не з кращих. Так поступово училищне життя наладжувалося і з часом Уманське духовне училище стало одним з найбільших в Київський єпархії.
     В 1853р році на місці старого дерев'яного будинку був споруджений кам'яний, на що єпархіальним керівництвом було асигновано 4944 рублів серебром. «Напротив церкви через улицу –каменный дом Уманских уездных приходских училищ, построенный в 1853 году. Прежде училище помещалась в деревянном ветхом доме на том же листе» — вказується в довіднику, зібраному Л.Похилевичем. Кам'яна одноповерхова будівля училища мала чотири великі кімнати,була надійною і міцною. До училищного будинку прилягала чимала земельна ділянка з міцною огорожею.
Штат духовного училища складали: смотритель, учителі і почесний «бібліотекар» по господарській частині. Керівництво училищем здійснювало Училищне Правління у складі смотрителя, помічника, одного з учителів і 2-х священиків училищного округу. В училище приймалися діти православного духовенства безкоштовно, а з інших станів — з платою для навчання. В перший клас приймалися діти у віці 10-12 років, які вміли читати і писати,знали загальновживані молитви, Символ Віри і заповіді, могли виконувати перші дві дії арифметики. В училищі були 4 класи з річним терміном навчання в кожному. В училищі вивчались такі предмети: 1) Священна історія Старого і Нового завіту, 2) Християнський Катехізис, 3) Виклад богослужіння з церковним статутом,  4) Російська, церковнослов'янська,латинська і грецька мови, 5) Географія,6) Арифметика,7) Правопис,8) Церковний спів. Один раз на тиждень було 3 уроки, а в інші дні по 4. Кожен урок тривав одну годину, а перерви між ними були по 15 хв. Зимові канікули тривали з 22 грудня по 7 січня, а літні-1,5 місяці. Система оцінювання знань була п'ятибальною: «5»-відмінно, «4»-дуже добре, «3»-добре, «2»-посередньо, «1»-слабо. З усіх названих навчальних предметів у кожному класі вивчалася російська мова з церковнослов'янською, арифметика і церковний спів. Причому першому з названих предметів відводилась найбільша кількість годин. Тижневе навантаження в кожному класі було однаковим — 23 години. Будь-які зміни до навчального плану могли бути внесені лише Св. Синодом « по особой нужде». Так що в усіх духовних училищах навчання здійснювалось за єдиним шаблоном і учні отримували чітко визначений обсяг знань.
В окремі роки майже половина, а загалом-більше половини випускників Уманського духовного училища успішно проходили вступні випробовування і піднімалися на вищу сходинку духовної освіти-вступали до духовної семінарії. Окрім учителів, навчально-виховний процес в Уманському духовному училищі забезпечували ще й вихователі-наглядачі. Отримавши освіту в Київській духовній семінарії та набувши педагогічного та організаторського досвіду, наглядачі-репетитори з часом переводились на викладацькі та інші посади. В цілому оцінюючи викладацький склад та виховний персонал Уманського духовного училища, варто виділити його високий освітній рівень.
Смотрителі училища мали освіту духовних академій, викладачі зі званням кандидата богослов'я закінчили, в основному,Київську духовну семінарію. Наглядачами та репетиторами в училищі були теж випускники духовної семінарії. Інші учасники виховного процесу були знаними та авторитетними в свій час особами, свідченням чого може слугувати те, що їх імена не загубилися в лабіринтах історії і не покрились пилом забуття.
В розділах училищних звітів про виховну роботу зазначалося, що її координував помічник смотрителя, під безпосереднім керівництвом якого знаходилось п'ять класних вихователів (з учителем підготовчого класу). Усі вихованці училища мешкали на квартирах, що поділялися за місцем розташування на п'ять районів і за кожним з них закріплювався один із вихователів. Щовечора і щоранку вихователі повинні були відвідувати учнівські квартири, контролювати підготовку учнів до уроків і робити відмітки про це в спеціальних квартирних журналах. Два чи три рази в тиждень квартири відвідував помічник смотрителя. В обов'язки вихователів входив нагляд за вранішнім туалетом учнів та читанням ними ранкових і вечірніх молитов, а також допомога відстаючим в підготовці до уроків. На загальній молитві в училищі був присутній: помічник смотрителя, який після молитви читав усім учням Євангеліє. Та якби не була добре поставлена виховна робота в училищі, все ж діти залишались дітьми і досягти абсолютної дисципліни було практично неможливо. Навіть у річних звітах фіксувались більші чи менші порушення дисципліни. Наприклад, у 1911—1912 навч. році їх було скоєно 44. Серед них названі такі: неуважність під час богослужіння-10, уникання покарання-14, бійка з товаришами-11, самовільні відлучки в місто-6, псування класних меблів-1, грубе ставлення до вихователів-1 і нецензурна лайка-1 випадок. За ці та інші відхилення від дисципліни винуватці каралися. Найчастіше вдавались до покарань у вигляді затримання після уроків у класі на 1-2 години чи заключення в карцер на 2-5 годин. А за паління тютюну та не шанобливе ставлення до начальства порушники закривались в карцер на 1 день. В офіційних звітах зовсім не згадуються фізичні покарання, хоч зі спогадів учнів відомо, що до них учителі та вихователі теж вдавались.
Полишаючи песимістичний мотив, повернемося до того, що в училищі діяла система матеріальних стимулів для учнів. Учням-сиротам та з благодійних сімей виділялася щорічна грошова допомога, видавались і одноразові допомоги. Упродовж 1911—1918 років в Уманському духовному училищі виплачувались три стипендії, а саме: 1)Стипендія імені Олександра ІІ-60 руб. на рік, 2) Стипендія імені Миколи ІІ-63руб. 50 коп. на рік і 3) Стипендія імені Надвірного радника, священика Туринського-50 руб. на рік.
Насамкінець варто відзначити, що виявлена джерельна база стала достатньою для відтворення багатьох сторінок історії Уманського духовного училища. Серед них такі як: його місце в системі духовної освіти Київської єпархії, економічний стан навчального закладу, керівництво цією ланкою освіти, організація навчально-виховного процесу, учительські кадри тощо. Та попри це, дослідницьке поле історії училища залишається все ще широким.

#### ІІ період.Радянський час (1922—1991 роки)
В лютому 1918 року бурса, яка знаходилася в приміщенні школи, і в якій навчалися діти служителів церкви, була закрита. Влада в місті переходила з рук в руки: гайдамаки Центральної Ради,німці, окремі короткотривалі періоди відновлення радянської влади, Директорія УНР, махновські та денікінські війська.       Громадянська війна на Уманщині тривала в 1920—1921 рр. В цей період часу спалений і частково зруйнований будинок школи, все розграбовано.
В 1922 році була створена трудова школа № 6, перший і єдиний клас якої був розташований в будинку, який містився на розі вул. Артема і Водопровідного провулку (тепер пров. Ірчаний). До 1926року основний будинок мав вигляд коробки, де жили лише сови, і вночі повз нього було моторошно проходити. В 1924 році в школі було 2 класи і 2 учителі: завідуючий школою Микола Якович Копман і Д. І. Фатальчук.
В 1926—1927 навчальному році жителі передмістя під керівництвом вчителів школи шляхом організації суботників приступили до відбудови основного приміщення школи. Посильну участь в цій справі брали учні школи, які працювали з великим ентузіазмом. До кінця року одна половина будинку (північна) була відбудована і 4 класи (1-4кл.)були переведені в це приміщення. Всього учнів було до 120 чоловік. Вчителювали в цей час: Копман М. Я.(завідуючий), Головяк К. П., Ляховецький О. С., Фатальчук Д. І. — всього 4 вчителі.
При школі була створена піонерська організація, яка об'єднувала учнів 3-4 класів. Одним із перших піонервожатих школи був робітник-комсомолець Бергер з заводу «Труд».
В 1927—1928 навчальному році в школі було відкрито кооператив, яким завідував Ляховецький О. С.
Відбудова будинку йшла повільно, не вистачало коштів. Декілька років відремонтована частина відділялася від зруйнованої дощатою перегородкою. До 1930 року повністю була відремонтована друга частина будинку, а також флігель, в якому знаходився гуртожиток медтехнікуму. В 1930—1931 навчальному році весь будинок вперше після революції був зайнятий навчальними приміщеннями. Флігель був відремонтований під гуртожиток для хлопців, батьки в яких жили в навколишніх селах. Тут же знаходилася кухня та їдальня. Де готувалися гарячі сніданки для учнів. До 1928 року школа була початковою. В 1928—1929 навчальному році школа була реорганізована в семирічну, учні 4 класу були переведені до 5 класу. При школі працювала майстерня. В школі працював хоровий гурток, який користувався великою популярністю. Студенти Уманського музичного технікуму проводили в школі значну роботу по музичному вихованню учнів. Вивчення елементарної теорії музики було обов'язковим для всіх учнів школи. Були організовані і працювали гуртки: драматичний, фізкультурний та музично-струнний оркестр.
В 1930 році школа стала називатися школою колгоспної молоді. Школа в 1931 році мала добре обладнані майстерні, які розміщувалися напівпідвальному приміщенні школи: столярна майстерня,інструкторами в якій працювали Демченко і Пекарський;слюсарно-токарну-інструктор Колісниченко. В майстернях учні старших класів (5-7 кл.) не тільки проходили навчальну практику, але з успіхом виконували деякі замовлення (парти, столи та інші меблі). Учні 5-7 класів були розподілені на бригади і багато працювали в період міському колгоспі «Зірка». В осінній та зимовий час виробничу практику учні школи проходили на заводах «Труд», «Металотруд», птахокомбінат. В 1931 році при школі для учнів старших класів були організовані курси кіномеханіків.
Перший випуск семирічної школи відбувся в 1930—1931 навчальному році. Школу закінчило 30 учнів. В 1931—1932н.р. відбувся другий випуск. Серед випускників: Зеленюк Й. П. — Герой Радянського Союзу; Іван Гончаренко — полковник авіації, Герой Радянського Союзу; Олексій Голобородько, доцент, кандидат історичних наук, Митрофан Доленко — кандидат філологічних наук, зав. Кафедрою Вінницького педінституту, Олексій Мельник-головний інженер Челябінського тракторного заводу, Йосип Максименко- підполковник авіації.
В 1930 році при школі була створена комсомольська організація. В 1936—1937 навчальному році в школі навчалося 400 учнів в 11класах.
Всі ці роки значна увага приділялася трудовому вихованню учнів. Школа була базовою Уманського педагогічного училища. При школі працювали в цей період гуртки: літературний, хоровий, танцювальний, юннатів. Широко здійснювалося обслуговування навколишніх сіл концертами художньої самодіяльності. З 1937 по 1941 рік директором школи працював Охріменко Василь Мартинович, завучем — Клейнер Давид Йосипович; учителями: Пономарьова А. Р., Глиняна Н. С., Манченко О. Й., Камінська Т. В. Бех, Машківська В. І., Вольська В. В., Барвінська В. О.
В 1939—1940 навчальному році школа стала середньою, було набрано учнів до 8 класу. В 1939 році в школі почала працювати її бувша випускниця — Камінська Тетяна Всеволодівна. Школа нараховувала в своєму складі 12 класів і більше 400 учнів,працювала в дві зміни, розташована була в 2-ох будинках. Війна не дала можливості здійснити першого випуску школи-десятого класу.
З кінця червня місяця по 30 липня 1941 року приміщення школи були зайняті військовою артилерійською частиною. У флігелі школи розмістився госпіталь. Навчання було припинено. 24 липня 1941 року німецька авіація вчинила варварський наліт на місто. Однією з цілей для бомбардування була школа. На школу було скинуто багато бомб, 7 з яких попали на територію школи. В результаті цього було зовсім зруйновано флігель, виведено з ладу кілька артилерійських упряжок, було вбито декілька солдат і двох командирів, які були поховані в садку школи. Лише в 1954 році їх останки були перенесені в загальну братську могилу на кладовищі.
30 липня місто Умань було залишене нашими військами. Більше двох з половиною років (31 місяць і 9 днів) була Уманщина під п'ятою гітлерівських розбійників.
З перших днів перебування в місті школа була зайнята німецькими солдатами. Все майно школи було варварськи знищено, бібліотека школи спалена. В 1931 році шкільний двір було засаджено деревами, які до 1941 року буйно розрослися. Було також закладено шкільний садок, який любовно ростили і доглядали учні. Дерева на подвір'ї школи і садок німці вирубали і спалили. Територія школи була обнесена колючою проволокою. Спочатку в приміщені школи було організовані німецькі майстерні по ремонту техніки, а в лютому місяці 1944 року будинок школи швидко переобладнався в пересильну тюрму для юнаків і дівчат. Всі вікна були затягнути колючим дротом,встановлені товсті грати. Звідси як невільників-рабів під сильним конвоєм відправляли молодь з Умані в Мюнхен, Брайтенбург, Лагенбах, Дрезден, Берлін, Штеттін та інші міста Німеччини.
5 березня 1944 року розпочався наступ радянських військ 2-го Українського фронту на Умансько — Христинівському напрямку. Надвечір 9 березня в Умань ввійшли перші передові частини. А на ранок 10 березня місто було звільнено від німецько-фашистських загарбників.
В роки Великої Вітчизняної війни колишні учні і вчителі школи зі зброєю в руках захищали свою Батьківщину, проявляючи героїзм і мужність.
Гордістю школи є те, що тут навчався Герой Радянського Союзу Йосип Павлович Зеленюк.
Народився Зеленюк Й. П. в 1914 році в селі Кочержинці Уманського району. В 1932 році закінчив 7 клас нашої школи. В 1934 році з відзнакою закінчив Городищенський сільськогосподарський технікум, після чого працював в Коржівському колгоспі Бабанського району. З початку Великої Вітчизняної війни Й. П. Зеленюк — офіцер Радянської Армії.30 квітня 1945 року загинув героїчною смертю. Указом Президії Верховної Ради СРСР Й. П. Зеленюку посмертно присвоєно звання Героя Радянського Союзу.
Героїчно боровся в рядах Радянської Армії випускник школи Іван Гончаренко. В повітряних боях збив більше десяти ворожих літаків. За героїзм та мужність І.Гончаренку присвоєне високе звання Героя Радянського Союзу.
Закінчилась Велика Вітчизняна війна, розпочався мирний період-період відбудови народного господарства. Будинок школи стояв зруйнований, забруднений, без вікон і дверей. З квітня місяця починають працювати 1-4 класи. Довелося приступати до навчання в самих тяжких умовах: не було ні парт, ні дошок, ні столів. Відсутні були підручники, необхідна література, наочні посібники.
Величезну роботу по пристосуванню приміщення школи до навчання зробили учні школи та їх батьки. В перші дні замість сходів до входу в школу були поставлені на діжках дошки, по яких заходили в будинок. Майже всі учні школи були переростками. Позбавлені можливості навчатися в роки окупації, з великою жадобою учні оволодівали знаннями, багато працювали, виконуючи саму різноманітну суспільно корисну роботу. В 1944—1945 навчальному році в школі навчалось 253 учні. Переборюючи неймовірні труднощі, в школі поступово відновлювалась нормальна навчально-виховна робота. На початку 1945—1946 навчального року школа була вдруге реорганізована в семирічну школу. Школа поступово відбудовується. Створюється навчально-матеріальна база. Учні краще забезпечуються усім необхідним. Росте кількість учнів: 289. Починає приводитись в порядок територія школи.
    В 1951—1952 навчальному році школа була реорганізована в середню школу. Учнів у школі було 595. В 1952—1953 навчальному році учнів було 637. Учителів працювало 28 чоловік, серед яких: Міщенко Г. В.- директор, Розік Д. Д., Грушецька В. Р., Мельник Е. А., Голов'як К. П., Матвієва О. А., Романова Т. О., Порункевич, Ярошевич, Коваленко Д. П., Іщенко, Яценко О. Б., Бобровська К. Д., Флюдренко С. І., Камінська Т. В., Білоусова М. М., Луцишина М. С., Нейман Р. М., Гладовський М. А., Корнієнко П. П., Романова Т. О. Починаючи із 1954року і аж до закінчення директорства Г. В. Міщенка (1963 р.) у школі здійснювались будівельні роботи. В 1955 р. був побудований військовий тир силами учителів, учнів і батьків у 1956—1958 р.р.побудували приміщення, де розмістили столярну, слюсарну і швейну майстерні, класи електротехніки та машинознавства, біологічний кабінет з першою в Умані шкільною оранжереєю. Побудували окреме приміщення для початкових класі та бібліотеки. Працювала своя кузня та електростанція, фотолабораторія та радіовузол, куточок живої природи, та теплиця, діяв 21 гурток за різноманітними інтересами дітей. В розпорядженні школи була своя автомашина ЗІС — 5.
В 1960 році школі під клуб було передано приміщення дерев'яної Свято — Михайлівської церкви, без будь — якого внутрішнього обладнання. Дерев'яне приміщення церкви обклали цеглою. Там обладнали спільний актовий і спортивний зали, окремі закутки для гурткової роботи. На півторагектарній ділянці ставидла, на березі річки Уманки, під горою солодовні пивоваренного заводу, вирощували високі врожаї капусти, яку реалізовували на колгоспному ринку. В шкільному дворі організували, утримували і постійно розширювали велику шкільну кролеферму і пташник. В шкільній столярній майстерні учні виготовляли різних конструкцій клітки для утримання кролів. Для пропаганди великих можливостей участі школярів у відгодівлі кролів, для збільшення дієтичного м'яса, на святкових загальноміських демонстраціях, шкільна колона оформлялась, крім ідеологічної атрибутики, учні у клітках несли відгодованих кролів. Такий ентузіазм заохочувався партійним керівництвом міста. На шкільному подвір'ї, в саду цвіли троянди, безліч різноманітних квітів.
Культ праці пронизував всю сутність навчально — виховного процесу в школі. У 1962 році при школі був створений свій духовий оркестр, який проіснував близько 30 років. Висаджується близько 1300 дерев по всій вулиці Артема.
Середня школа № 6 реорганізована у восьмирічну школу № 6 у зв'язку із відкриттям середньої школи № 12. Педагогічний колектив очолює Шевченко Василь Степанович, який у 1964 році включав учителів: АнтонецьН. І., Мазур К. Я., Козоріз Г. Я., Розік Д. Д., Мотузко О. Т., Бобровська К. Д., Нестолій І. Я., Марчинський В. В., Москаленко В. І., Сорочинська Л. І., Душечкін Ю. І. У 1964—1965 навчальному році у школі навчалося 409 учнів. У 1972 р. було побудовано спортзал. Асфальтується шкільне подвір'я, замінюється шиферний дах шкільної майстерні. (1973рік) 1974 рік запам'ятався в історії школи початком роботи котельні центрального водяного опалення. Педагогічний колектив із 1965 по 1976 рр. очолюв: Козоріз М. К., Гончарук В. І., Козярець В. П. В 1976 році школу очолює Юрківський С. Ф. — людина досвідчена, виважена, справжній професіонал і патріот. Саме за його директорства (1976—1992 рр.) школа вдруге пережила хвилю підйому.

#### ІІІ період.Незалежна Україна (Із 1991року)
Період незалежності розпочався для школи новим випробуванням, як і для держави в цілому. Зношеність і відсутність поповнення матеріально — технічної та навчально — методичної бази школи, значне скорочення, а згодом — і повна відсутність державного фінансування поставило заклад зокрема, а освіту — взагалі, на межу виживання.
    Ситуацію погіршило і закриття підшефного дитячого садка № 10 у 1995 році, що утруднювало набір дітей до 1 класу. Кількість учнів, починаючи із 1993—1994 н. року невпинно зменшується, копіюючи демографічну ситуацію в державі, а 2007—2008 н. році досягає рекордно низького рівня — 83 учні.
Школа у 2003—2004 н. році опинилась на межі закриття — вперше за свою майже 200- літню історію не був укомплектований 1 клас. Завдяки спільним зусиллям батьків учнів та міської влади, вдалось зберегти заклад.
Починаючи із 2006 року матеріально — технічна база школи потроху починає поновлюватись. У липні — серпні 2006 року відбувається повна реконструкція вхідного ганку, в жовтні — листопаді 2007 році — заміна старих вікон центрального корпусу на метало пластикові, у вересні — грудні 2007 року — будівництво внутрішнього туалету та інші роботи.
Важливою віхою у житті школи стало впровадження із 2006 року у виховну систему елементів творчої спадщини О. А. Захаренка — заслуженого учителя України, академіка АПН України, директора Сахнівської школи Корсунь — Шевченківського району Черкаської області.
Виховна система школи базується на 7-ми Стежкам Любові, за якими працю кожен клас, виконуючи заповіді О. А. Захаренка, щоп'ятниці проводяться загально шкільні лінійки, де вирішуються всі питання життя класів і школи, діє Програма виховання громадянина — добротворця із конкретно розробленими заходами на кожний семестр.
Життя продовжується … Історію школи творять покоління вчителів, учнів, батьків. Хочеться, щоб віхи діяльності найстарішого в Умані діючого навчального закладу не загубились в лабіринтах буденності життя. Творімо свою історію невтомною працею, дерзанням до нових досягнень, щоб прийдешні покоління виховувались на патріотизмі своїх предків і пишались славетною історією школи № 6 , якій Богом і долею судилось жити вічно, формуючи покоління достойних і кращих !